# El Harrouch
El Harrouch (în arabă الحروش) este o comună din provincia Skikda, Algeria.
Populația comunei este de 48.994 de locuitori (2008).